# Ejército Japonés del Área Norte de China
El Ejército Japonés del Área del Norte de China (北支那方面軍 Kita Shina hōmen gun) fue un ejército de campo del Ejército Imperial Japonés durante la segunda guerra sino-japonesa.

## Historia
El Ejército Japonés del Área del Norte de China se formó el 21 de agosto de 1937 bajo el control del Cuartel General Imperial. Fue transferido al recién formado Ejército Expedicionario de China el 23 de septiembre de 1939. Con sede en Beijing, fue responsable de la dirección y coordinación de la actividad militar japonesa en todo el norte de China. Fue desmovilizado en Beijing tras la rendición de Japón.

## Comandantes

### Oficiales al mando
|   | Nombre                      | Desde                    | Hasta                    |
| - | --------------------------- | ------------------------ | ------------------------ |
| 1 | General Hisaichi Terauchi   | 26 de agosto de 1937     | 9 de diciembre de 1938   |
| 2 | General Hajime Sugiyama     | 9 de diciembre de 1938   | 12 de septiembre de 1939 |
| 3 | Teniente General Hayao Tada | 12 de septiembre de 1939 | 7 de julio de 1941       |
| 4 | General Yasuji Okamura      | 7 de julio de 1941       | 25 de agosto de 1944     |
| 5 | General Naozaburo Okabe     | 25 de agosto de 1944     | 22 de noviembre de 1944  |
| 6 | General Sadamu Shimomura    | 22 de noviembre de 1944  | 15 de agosto de 1945     |

### Jefes de Estado Mayor
|   | Nombre                           | Desde                    | Hasta                    |
| - | -------------------------------- | ------------------------ | ------------------------ |
| 1 | Mayor General Naozaburo Okabe    | 26 de agosto de 1937     | 15 de julio de 1938      |
| 2 | Mayor General Tomoyuki Yamashita | 15 de julio de 1938      | 23 de septiembre de 1939 |
| 3 | Mayor General Yukio Kasahara     | 23 de septiembre de 1939 | 1 de marzo de 1941       |
| 4 | Teniente General Moritake Tanabe | 1 de marzo de 1941       | 6 de noviembre de 1941   |
| 5 | Teniente General Hatazō Adachi   | 6 de noviembre de 1941   | 9 de noviembre de 1942   |
| 6 | Teniente General Sanji Okido     | 9 de noviembre de 1942   | 14 de octubre de 1944    |
| 7 | Mayor General Gaku Takahashi     | 14 de octubre de 1944    | 15 de agosto de 1945     |